# 9М15 «Тайфун»
9М15 ПТРК Тайфун — дослідний зразок радянської керованої протитанкової ракети. Комплекс встановлювався на танки «Об'єкт 287» та «Об'єкт 775».

## Історія створення
1959 року в ОКБ-16 розроблялася керована ракета ПТРК «Омар». Цей ПТРК планувався до установки як основна керована зброя на дослідному легкому танку «Об'єкт 170», який створювався на базі танка «Об'єкт 907». Керована ракета ПТРК «Омар» мала напівавтоматичну систему керування по радіоканалу, аналогічну системі керування ракетою ПТРК «Дракон». Був виготовлений макет танка, після чого роботи по ПТРК «Омар» припинилися.
1961 року ОКБ-16 представило керовану ракету 9М15 ПТРК «Тайфун», якою передбачалося замінити розроблений раніше ПТРК «Фаланга» з керованою ракетою 9М11.

## Опис
Керована ракета 9М15 наводилася на ціль вручну по радіокомандах за допомогою апаратури керування по світловій плямі трасера. Для збільшення ймовірності попадання ракети в ціль був введений автопілот і програмний механізм, що забезпечував автоматичну передачу команди по курсу в залежності від відносної кутової швидкості танка до цілі. Радіосигнал, переданий на ракету, приймався її бортовою апаратурою, дешифрувався і перетворювався в електричний командний імпульс, який керував за допомогою струменевих реле рулями ракети. Осколково-кумулятивна бойова частина ракети мала бронепробиття 500 мм, а її осколкова дія була рівноцінно дії 100 мм осколково-фугасного снаряда.
У 1963 р для заміни ПТРК «Тайфун» на танку «Об'єкт 287» був створений ПТРК «Астра» з ракетою, що мала напівавтоматичну систему наведення з ручним коригуванням на кінцевій ділянці траєкторії. На відміну від попередніх ракет, розроблених ОКБ-16, пуск керованої ракети ПТРК «Астра» здійснювався через люфу гармати.

## Схожі ПТРК

### ПТРК «Кобра»
У НДІ-1 ГКОТ в 1957 р велися роботи за проєктом керованої ракети ПТРК «Кобра», котрий призначався для проєктованого в конструкторському бюро ЧТЗ важкого танку «Об'єкт 757».
Керована ракета ПТРК «Кобра» наводилася на ціль за допомогою напівавтоматичної системи управління ІЧ-променем. Пуск ракети проводився через люфу гладкоствольної труби, яка замикається з боку казенника клином, тому ракета мала стабілізатори, які складалися в габарит калібру і не мала несучих поверхонь. Робочим органом на ракеті, який виконував команди керування, був спеціальний ракетний двигун. За рахунок складової тяги цього двигуна здійснювалася також дискретна компенсація сили тяжіння ракети. Ракета на траєкторії проверталася з деякою кутовою швидкістю w = 10 об./с. Це обертання було синхронізовано з роботою сопел керуючого двигуна.
Виготовлений в 1959 р ходовий макет танка «Об'єкт 757» пройшов заводські і полігонні випробування. Подальша робота по комплексу «Кобра» була припинена в зв'язку з завершенням робіт щодо дослідного танка «Об'єкт 757» на користь створення нового танка «Об'єкт 772» з двома варіантами керованої ракетної зброї ПТРК «Лотос» і ПТРК «Дракон».

### ПТРК «Спрут»
У 1958 році в ГС ОКБ-43 була розроблена керована ракета КЛ-8 ПТРК «Спрут», яка призначалася для установки в важкий танк з керованою ракетною зброєю, проектуванням якого на базі дослідного танка «Об'єкт 279» займався ВНДІ—100.
Керована ракета КЛ-8 ПТРК «Спрут», виконана за нормальною (літаковою) схемою, мала головку самонаведення і оперення, яке формувалося в габарит 235×200 мм. Система управління комбінована (автономне управління на ділянці зближення з ціллю і самонаведення на ділянці атаки), яка давала можливість здійснювати управління ракетою в двох варіантах залежно від дальності стрільби і рельєфу місцевості. Обидва варіанти передбачали стрільбу у точку попередження з використанням головки самонаведення на кінцевій ділянці траєкторії.
Перший варіант передбачав стрільбу на невеликі дальності до 3000 м при куті старту ракети +10 від горизонту. Автономне управління в цьому випадку полягало в стабілізації ракети по курсу і висоті. Стабілізація ракети по висоті виконувалася за програмою в залежності від дальності до цілі. На початковій ділянці керованого польоту траєкторія була піднята над землею на 8-10 м, на кінцевій ділянці висота траєкторії знижувалася до 0,5 м.
Другий варіант передбачав стрільбу на великі дальності (до 5000 м). В цьому випадку ракета рухалася по навісній траєкторії, яка не вимагала необхідності стабілізації ПТКР по висоті і забезпечувала кращі умови селекції цілі.
Недоліком даного комплексу була необхідність зупинки танка на 5–8 с для пуску керованої ракети.